# Орден Пия IX
Орден Пия IX (лат. Ordo Pianus, итал. Ordine Piano) — третий по рангу папский рыцарский орден. Орденом награждали за выдающиеся заслуги перед Церковью и обществом.

## История
Орден был учреждён папой Пием IX 17 июня 1847 года в его послании «Romanis Pontificus».
Хотя, предыдущий папа Григорий XVI отменил титулы, ассоциированные с орденом Золотой шпоры, Пий IX вновь ввёл присвоение папского дворянства для первого и второго классов своего ордена. Дворянство было наследственным для первого класса, личным для второго. Рыцарям вручались лишь инсигнии ордена.
Титулы были отменены 11 ноября 1939 года папой Пием XII в послании «Litteris suis», который постановил, что заслуги должны впредь вознаграждаться лишь почётными званиями, но не дворянством.

## Статут
По первоначальному статуту критерием для награждения орденом были выдающиеся заслуги перед церковью и обществом.
В XX столетии орден Пия IX вручался за службу понтифику, а после 1929 года, когда было образовано государство Ватикан, в статут были внесены значительные изменения — орден стали вручать дипломатам, аккредитованным при Святом Престоле, и официальным лицам, например, премьер-министрам, министрам, членам делегаций, исполняющим специальные поручения, посещающим различные папские мероприятия — интронизацию, празднования годовщин и т. д. Этим орденом награждаются как католики, так и представители других конфессий.
Полномочные послы при папском дворе, пробывшие в должности не менее двух лет, получают Большой крест ордена при окончании аккредитации. Консулы и первые секретари посольств обычно получают степень Командора ордена при отбытии, а дипломаты рангом ниже — знаки рыцаря.
Чиновники папской администрации и офицеры швейцарской гвардии  также могут награждаться орденом Пия IX по различным поводам. Дипломаты представительств государств, которые не имеют полноценных дипломатических отношений со Святым Престолом, обычно награждаются соответствующим их рангу классом ордена Святого Сильвестра.

## Степени
Орден имеет пять степеней:
- кавалер Большого креста с цепью (особая степень, присуждаемая главам государств[3]);
- кавалер Большого креста;
- командор со звездой;
- командор;
- рыцарь.

|        |          |                     |                         |                                 |
| Рыцарь | Командор | Командор со звездой | Кавалер Большого Креста | Кавалер Большого Креста с цепью |

## Описание знаков ордена
Знак ордена представляет собой золотую восьмиконечную звезду синей эмали с пламеподобными штралами между концами звезды. В центре звезды медальон белой эмали с надписью золотыми буквами «Pivs IX» (Пий IX). Медальон окружен золотой полосой с надписью «Virtuti et Merito» (За добродетель и заслуги). С обратной стороны знака ордена наложен медальон белой эмали с датой утверждения ордена римскими цифрами «MDCCCXLVII» (1847).
Размер знака зависит от класса. Знак Большого креста носится на плечевой ленте-перевязи, знак командора — на шейной ленте, знак рыцаря — на нагрудной колодке на левой стороне груди.
Звезда ордена идентична знаку ордена, причем звезда Большого креста больше по размерам, чем звезда командора.
Лента ордена темно-синяя с красными полосками по краям.